# Törpeegér
A törpeegér (Micromys minutus) az emlősök (Mammalia) osztályának rágcsálók (Rodentia) rendjébe, ezen belül az egérfélék (Muridae) családjába tartozó faj.
Nemének a típusfaja.

## Előfordulása
Európában és Ázsiában honos. Európától Északkelet-Szibériáig, Japánig, Koreáig mindenhol előfordul. A modern mezőgazdasági művelés óta jelentősen csökkent, helyenként egészen megritkult.

## Megjelenése

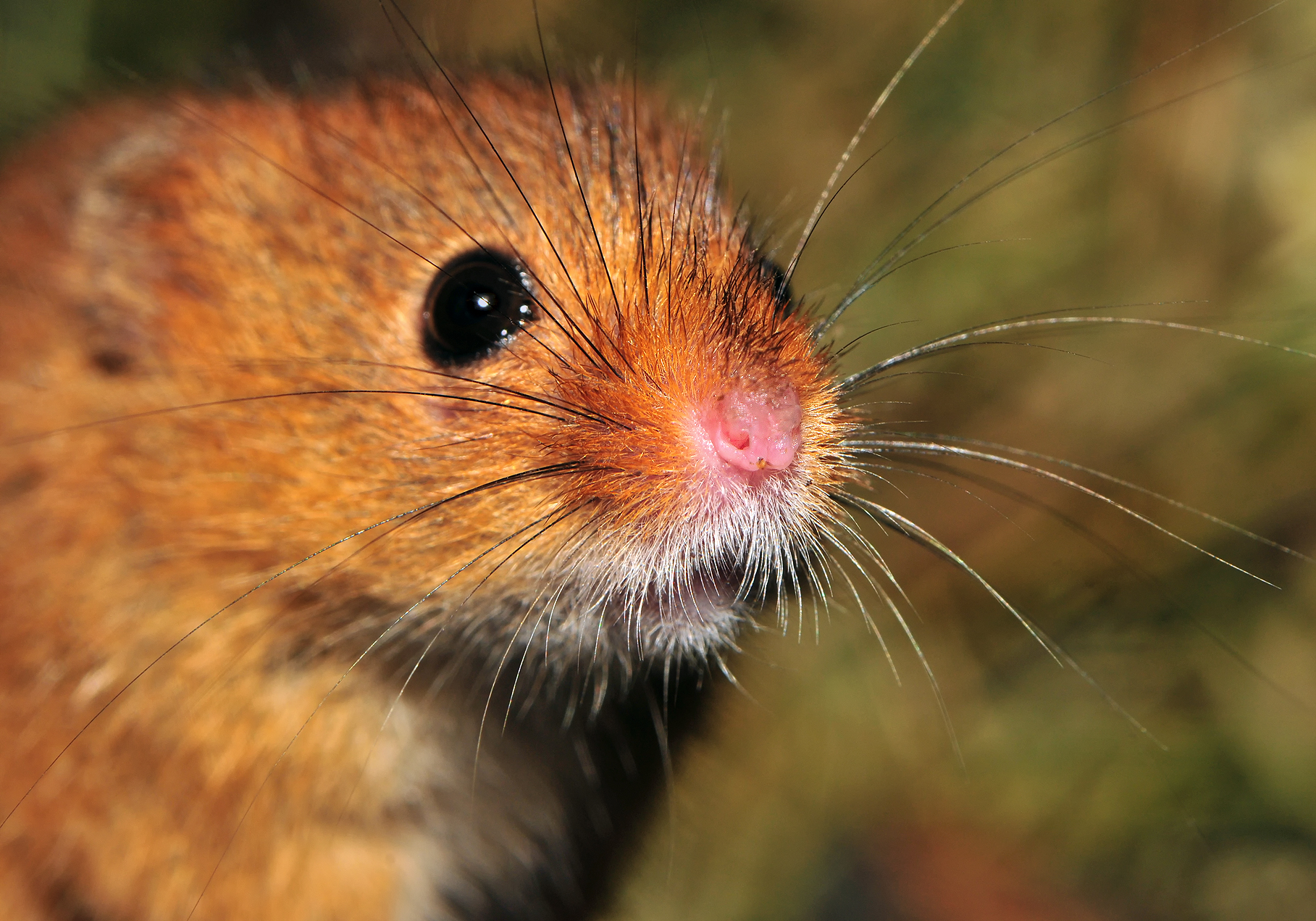
Törpeegér

Testhossza mindössze 11-14 centiméter, aminek majdnem a felét a farka teszi ki. Testtömege 5-11 gramm. Színe sárgás-barnásvörös árnyalatú, hasa és lábai fehérek. Hátsó lábai csak alig valamivel hosszabbak a mellsőknél. Farka ügyes kapaszkodófarok, szinte dugóhúzószerűen össze tudja csavarni.

## Életmódja
Az egérfélék általában a talajon élnek és a földbe ásott lyukakban laknak. A törpeegér azonban a legsűrűbb növényzetben, gazosokban, nádasokban tanyázik. Táplálékát füvek, különféle magvak és rovarok alkotják.
A törpeegér általában 6 hónapig, fogságban akár 5 évig is élhet.

## Táplálék és táplálkozásmódja
A törpeegér magvakkal, növények terméseivel, bogyókkal és rovarokkal táplálkozik, évszaktól függ, hogy éppen mit eszik. Kora tavasszal előszeretettel rágcsálja a rügyeket. Segíti a mezőgazdaságot, azáltál, hogy a gabonán található levéltetűt és egyéb rovarokat is elfogyaszt. Viszont, nyáron egyik legfőbb tápláléforrása a búza, felmászik egészen a kalászig, eközben a farkával kapaszkodik és egyensúlyoz.

## Szaporodása

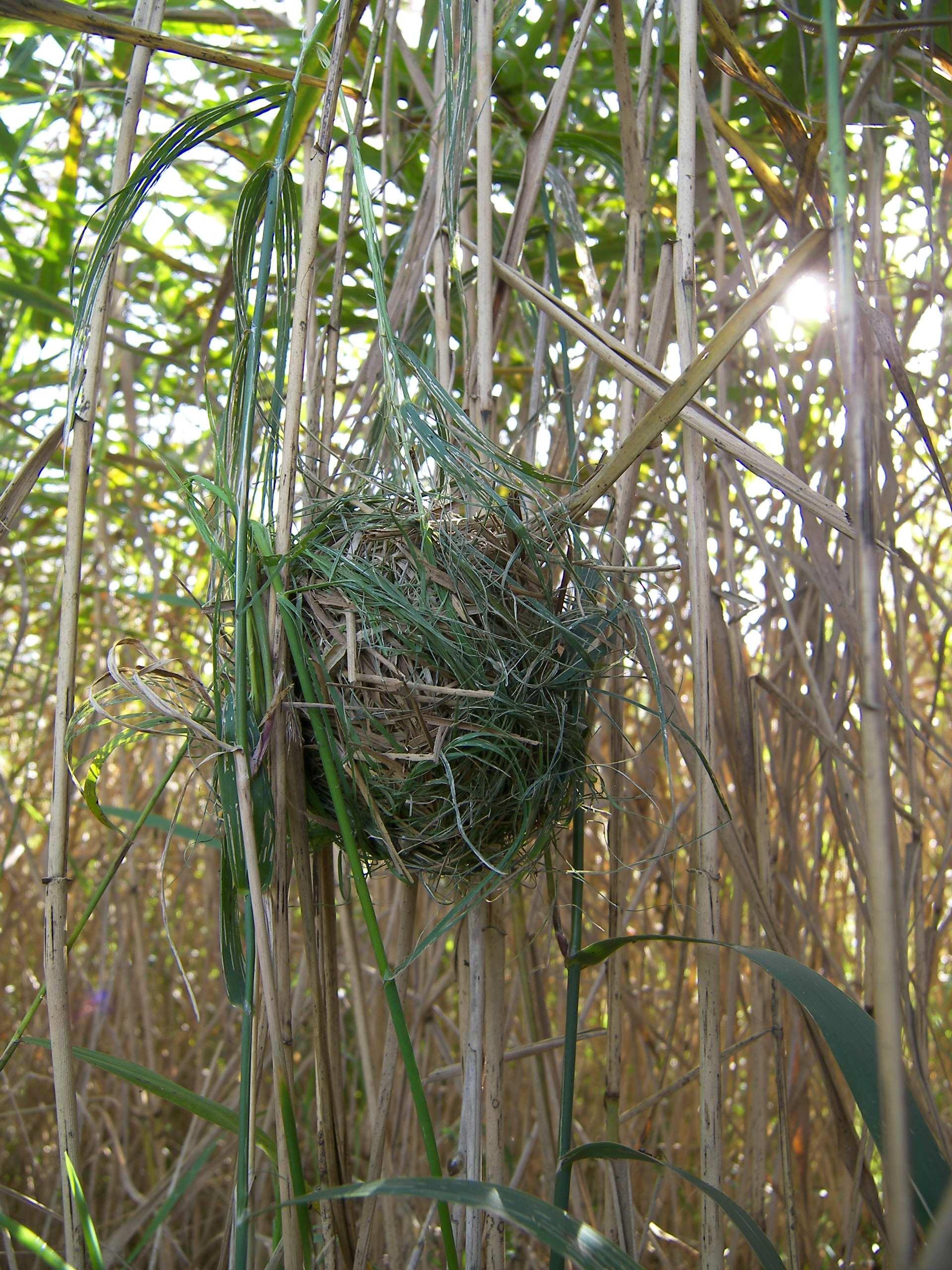
A törpeegér fészke

A törpeegerek nagyon szaporák, szaporodási időszakuk áprilistól szeptemberig tart. A  gömbölyű kis fészke 30–100 cm magasságban nádasban készül. A növények szárai az építmény tartóvázai. A fészek nád- vagy sáslevelekből áll. Belsejét a nád bugájával béleli ki. Bejárata mindig ferdén befelé néz. A nőstény évente akár 6-szor is hozhat a világra utódokat, minden alkalommal 3-8 kölyök születik, a vemhességi ideje 21 nap. A kicsik szeme a 8. napon nyílik ki, 12 napos korukig szopnak és 16 napos korukra már önállóak. Az anya indul táplálékkeresésre, de bizonyos időközönként visszatér, hogy megszoptassa és megtisztogassa kicsinyeit. Megeszi az ürüléküket, hogy a szaga ne csalogasson oda nemkívánatos látogatókat.
A kölyök már kétnapos korukban meg tudnak kapaszkodni, és ide-oda másznak a fészekben, négy nappal később elkezdik önmagukat tisztítani, 9 napos korukra fogaik áttörik az ínyt, így szilárd táplálékot is tudnak már fogyasztani. Amikor elérik a 10 napos kort, anyjuk tejtermelése csökken, ezért rászoktatja kicsinyeit a magevésre. Néhány nappal később már teljesen önállóak, általában ilyenkor anyjuk már ismét vemhes.